# Marathon Cup 3; Uithof Bokaal 2024
De Marathonschaatsen 2024/2025 Marathon Cup 3; Uithof Bokaal 2024 Marathon was de derde wedstrijd van het Marathonseizoen die op zaterdag 2 november 2024 plaatsvond op de De Uithof in Den Haag. 
Bart Swings heeft de derde wedstrijd in de Marathon Cup op zijn naam geschreven. Na de week ervoor de winst nog aan Bart Hoolwerf te hebben moeten laten was de Belg in De Uithof Bokaal de snelste in de sprint. Tjerk de Boer kon in de sprint van een kopgroep van veertien Swings in snelheid evenaren, maar moest de winst aan de olympisch kampioen laten. Harm Visser bezette de derde podiumplaats. Nummer vijf Luc ter Haar nam het oranje over van Homme Jan de Groot die de slag miste. Bij de vrouwen werd de derde etappe in de Marathon Cup gewonnen door Marijke Groenewoud. Een groep achterblijvers was niet voor de sprint uit koers gehaald waardoor het sprintende peloton geleid door Groenewoud met hen in aanvaring kwam. Zigzaggend tussen de achterblijvers door bleef ze op de been en kon toch voor de derde keer de winst opschrijven. Bente Kerkhoff werd tweede, de derde plaats was voor Lianne van Loon.
Bij de beloften mannen had Joost de Jong de derde wedstrijd gewonnen. De Jong klopte in een sprint medevluchter Ruben Verkerk. Het tweetal had laat in de wedstrijd, en gesteund door ploeggenoten van beiden, het peloton op een ronde gezet. Morris Witkam die in achtervolging was op het tweetal, werd als derde geklasseerd. De Jong nam met zijn overwinning het oranje leiderspak over van Joël Haasjes die in een door een late afsprintprocedure ontregelde pelotonsprint als tiende eindigde. Bij de beloften vrouwen had Mayke Vriesinga de derde wedstrijd gewonnen. De nummer twee van het klassement profiteerde optimaal van een val van klassementsleidster Maaike Koelewijn, die de wedstrijd niet kon uitrijden en daardoor het oranje leiderspak moet overgeven aan Vriesinga. Op de streep was het verschil tussen Vriesinga en nummer twee Anna Marit Sybrandi minimaal. De jury had lang nodig om Vriesinga boven haar ploeggenote te plaatsen. Melissa Mooijman mocht als de nummer drie naar het podium.

## Tijdschema
| Datum                    | Tijd (CET) | Onderdeel           |
| ------------------------ | ---------- | ------------------- |
| Zaterdag 2 november 2024 | 17:15      | Beloften mannen     |
| Zaterdag 2 november 2024 | 18:30      | Beloften vrouen     |
| Zaterdag 2 november 2024 | 19:30      | Top-divisie vrouwen |
| Zaterdag 2 november 2024 | 20:45      | Top-divisie mannen  |

## Podia
| Klasse              | Eerste             | Tweede              | Derde            |
| ------------------- | ------------------ | ------------------- | ---------------- |
| Top-divisie mannen  | Bart Swings        | Tjerk de Boer       | Harm Visser      |
| Top-divisie vrouwen | Marijke Groenewoud | Bente Kerkhoff      | Lianne van Loon  |
| Beloften mannen     | Joost de Jong      | Ruben Verkerk       | Morris Witkam    |
| Beloften vrouwen    | Mayke Vriesinga    | Anna Marit Sybrandi | Melissa Mooijman |

## Uitslag Top-divisie mannen[2]
| #      | Rijder            | Nationaliteit | Ploeg                             | Ronde | Punten |
| ------ | ----------------- | ------------- | --------------------------------- | ----- | ------ |
| Goud   | Bart Swings       | België        | OKAY/Interfarms                   | 125   | 30,1   |
| Zilver | Tjerk de Boer     | Nederland     | Royal A-ware                      | 125   | 26     |
| Brons  | Harm Visser       | Nederland     | Team Essent                       | 125   | 23     |
| 4      | Bart Hoolwerf     | Nederland     | Team Reggeborgh                   | 125   | 22     |
| 5      | Luc ter Haar      | Nederland     | Bouwselect / De Haan Westerhoff   | 125   | 21     |
| 6      | Daan Gelling      | Nederland     | Royal A-ware                      | 125   | 20     |
| 7      | Jeroen Janissen   | Nederland     | OKAY/Interfarms                   | 125   | 19     |
| 8      | Klaas Poortinga   | Nederland     | Sprog                             | 125   | 18     |
| 9      | Maikel Stam       | Nederland     | VGR Sport / Galesloot constructie | 125   | 17     |
| 10     | Sjoerd den Hertog | Nederland     | Royal A-ware                      | 125   | 16     |
| 11     | Evert Hoolwerf    | Nederland     | Team Reggeborgh                   | 125   | 15     |
| 12     | Christian Haasjes | Nederland     | Bouwselect / De Haan Westerhoff   | 125   | 14     |
| 13     | Jorrit Bergsma    | Nederland     | Royal A-ware                      | 125   | 13     |
| 14     | Casper de Gier    | Nederland     | Team Reggeborgh                   | 125   | 12     |
| 15     | Peter Michael     | Nieuw-Zeeland | A6.nl / KMC                       | 125   | 6      |
| 16     | Ruben Ligtenberg  | Nederland     | Sprog                             | 125   | 5      |
| 17     | Jordy Harink      | Nederland     | Royal A-ware                      | 125   | 4      |
| 18     | Niels Immerzeel   | Nederland     | VGR Sport / Galesloot constructie | 125   | 3      |
| 19     | Germain Deschamps | Nederland     | Team Novus                        | 125   | 2      |
| 20     | Mats Stoltenborg  | Nederland     | Team Essent                       | 125   | 1      |

125 ronden
1:05:52uur (gem. 31,6sec) 45,5km/h

### Standen na Marathon Cup 3
| Stand Marathon Cup | Stand Marathon Cup | Stand Marathon Cup | Stand Marathon Cup              | Stand Marathon Cup |
| Nr.                | Naam               | Nationaliteit      | Ploeg                           | Punten             |
| ------------------ | ------------------ | ------------------ | ------------------------------- | ------------------ |
| 1                  | Luc ter Haar       | Nederland          | Bouwselect / De Haan Westerhoff | 51                 |
| 2                  | Bart Swings        | België             | OKAY/Interfarms                 | 49,1               |
| 3                  | Bart Hoolwerf      | Nederland          | Team Reggeborgh                 | 47,1               |
| 4                  | Harm Visser        | Nederland          | Team Essent                     | 46                 |
| 5                  | Daan Gelling       | Nederland          | Royal A-ware                    | 40                 |
| 6                  | Homme Jan de Groot | Nederland          | Team Essent                     | 39,1               |
| 7                  | Christian Haasjes  | Nederland          | Bouwselect / De Haan Westerhoff | 38                 |
| 8                  | Jeroen Janissen    | Nederland          | OKAY/Interfarms                 | 32                 |
| 9                  | Evert Hoolwerf     | Nederland          | Team Reggeborgh                 | 31                 |
| 10                 | Robert Post        | Nederland          | Team Essent                     | 31                 |

| Stand Jongerenklassement | Stand Jongerenklassement | Stand Jongerenklassement | Stand Jongerenklassement        | Stand Jongerenklassement |
| Nr.                      | Naam                     | Nationaliteit            | Ploeg                           | Punten                   |
| ------------------------ | ------------------------ | ------------------------ | ------------------------------- | ------------------------ |
| 1                        | Christian Haasjes        | Nederland                | Bouwselect / De Haan Westerhoff | 38                       |
| 2                        | Lars Woelders            | Nederland                | Sprong                          | 24                       |
| 3                        | Jorian ten Cate          | Nederland                | OKAY/Interfarms                 | 16                       |
| 4                        | Ruben Ligtenberg         | Nederland                | Sprong                          | 5                        |
| 5                        | Remco Stam               | Nederland                |                                 | 4                        |
| 6                        | Hylke de Boer            | Nederland                | Sprong                          | 3                        |
| 7                        | Germain Deschamps        | Frankrijk                |                                 | 2                        |

| Ploegenklassement | Ploegenklassement                | Ploegenklassement |
| Nr.               | Ploeg                            | Punten            |
| ----------------- | -------------------------------- | ----------------- |
| 1                 | Team Essent                      | 330               |
| 2                 | OKAY/Interfarms                  | 307               |
| 3                 | Royal A-ware                     | 304               |
| 4                 | Team Reggeborgh                  | 290               |
| 5                 | Bouwselect / De Haan Westerhoff  | 273               |
| 6                 | VGR Sport / Galesloot constructi | 256               |
| 7                 | Sprog                            | 238               |
| 8                 | A6.nl / KMC                      | 156               |
| 9                 | Port of Amsterdam / SKITS        | 155               |
| 10                | Hamco / Motorama                 | 138               |

## Uitslag Top-divisie vrouwen[3]
| #      | Rijder                 | Ploeg                               | Nationaliteit | Ronde | Punten |
| ------ | ---------------------- | ----------------------------------- | ------------- | ----- | ------ |
| Goud   | Marijke Groenewoud     | Team Albert Heijn Zaanlander        | Nederland     | 80    | 25,1   |
| Zilver | Bente Kerkhoff         | Team Albert Heijn Zaanlander        | Nederland     | 80    | 21     |
| Brons  | Lianne van Loon        | OKAY/Interfarms                     | Nederland     | 80    | 18     |
| 4      | Maaike Verweij         | Team Albert Heijn Zaanlander        | Nederland     | 80    | 17     |
| 5      | Elsemieke van Maaren   | OKAY/Interfarms                     | Nederland     | 80    | 16     |
| 6      | Tessa Snoek            | VGR Sport / Vreugdenhil Dairy Foods | Nederland     | 80    | 15     |
| 7      | Esther Kiel            | Puur ICT-BTZ                        | Nederland     | 80    | 14     |
| 8      | Brit Qualm             | VGR Sport / Vreugdenhil Dairy Foods | Nederland     | 80    | 13     |
| 9      | Veerle van Koppen      | Puur ICT / BTZ                      | Nederland     | 80    | 12     |
| 10     | Sofia Schilder         | Wokke Vastgoed                      | Nederland     | 80    | 11     |
| 11     | Nienke Smit            | OCRE                                | Nederland     | 80    | 10     |
| 12     | Sophie Kraaijeveld     | Turner                              | Nederland     | 80    | 9      |
| 13     | Esmée Brommer          | Wokke Vastgoed                      | Nederland     | 80    | 8      |
| 14     | Merel Conijn           | Team Albert Heijn Zaanlander        | Nederland     | 80    | 7      |
| 15     | Evelien Vijn           | Puur ICT-BTZ                        | Nederland     | 80    | 6      |
| 16     | Eline van Voorden      | Fortune Coffee                      | Nederland     | 80    | 5      |
| 17     | Loesanne van der Geest | Puur ICT-BTZ                        | Nederland     | 80    | 4      |
| 18     | Jet Fransen            | Wokke Vastgoed                      | Nederland     | 80    | 3      |
| 19     | Beau Wagemaker         | A6.nl / KMC                         | Nederland     | 80    | 2      |
| 20     | Pien van den Bos       | Wokke Vastgoed                      | Nederland     | 80    | 1      |

80 ronden
0:46:17uur (gem. 34,7sec) 41,5km/h

### Standen na Marathon Cup 3
| Stand Marathon Cup | Stand Marathon Cup   | Stand Marathon Cup | Stand Marathon Cup                  | Stand Marathon Cup |
| Nr.                | Naam                 | Nationaliteit      | Ploeg                               | Punten             |
| ------------------ | -------------------- | ------------------ | ----------------------------------- | ------------------ |
| 1                  | Marijke Groenewoud   | Nederland          | Team Albert Heijn Zaanlander        | 85,3               |
| 2                  | Bente Kerkhoff       | Nederland          | Team Albert Heijn Zaanlander        | 67                 |
| 3                  | Elsemieke van Maaren | Nederland          | OKAY/Interfarms                     | 59                 |
| 4                  | Tessa Snoek          | Nederland          | VGR Sport / Vreugdenhil Dairy Foods | 59                 |
| 5                  | Esther Kiel          | Nederland          | Puur ICT-BTZ                        | 59                 |
| 6                  | Sofia Schilder       | Nederland          | Wokke Vastgoed                      | 55                 |
| 7                  | Maaike Verweij       | Nederland          | Team Albert Heijn Zaanlander        | 48                 |
| 8                  | Nienke Smit          | Nederland          | OCRE                                | 34                 |
| 9                  | Sanne in 't Hof      | Nederland          |                                     | 29                 |
| 10                 | Brit Qualm           | Nederland          | VGR Sport / Vreugdenhil Dairy Foods | 28                 |

| Stand jongerenklassement | Stand jongerenklassement | Stand jongerenklassement | Stand jongerenklassement     | Stand jongerenklassement |
| Nr.                      | Naam                     | Nationaliteit            | Ploeg                        | Punten                   |
| ------------------------ | ------------------------ | ------------------------ | ---------------------------- | ------------------------ |
| 1                        | Bente Kerkhoff           | Nederland                | Team Albert Heijn Zaanlander | 67                       |
| 2                        | Sofia Schilder           | Nederland                | Wokke Vastgoed               | 55                       |
| 3                        | Veerle van Koppen        | Nederland                | Puur ICT-BTZ                 | 28                       |
| 4                        | Sophie Kraaijeveld       | Nederland                | Turner                       | 25                       |
| 5                        | Jet Fransen              | Nederland                | Wokke Vastgoed               | 25                       |
| 6                        | Evelien Vijn             | Nederland                | Puur ICT-BTZ                 | 18                       |
| 7                        | Esmée Brommer            | Nederland                | Wokke Vastgoed               | 17                       |
| 8                        | Merel Conijn             | Nederland                | Team Albert Heijn Zaanlander | 11                       |
| 0                        | Janne Berkhout           | Nederland                | Turner                       | 8                        |
| 10                       | Nikki Noordergraaf       | Nederland                | OKAY/Interfarms              | 4                        |

| Stand ploegenklassement | Stand ploegenklassement             | Stand ploegenklassement |
| Nr.                     | Ploeg                               | Punten                  |
| ----------------------- | ----------------------------------- | ----------------------- |
| 1                       | Team Albert Heijn Zaanlander        | 403                     |
| 2                       | VGR Sport / Vreugdenhil Dairy Foods | 307                     |
| 3                       | Wokke Vastgoed                      | 305                     |
| 4                       | Puur ICT-BTZ                        | 281                     |
| 5                       | OCRE                                | 213                     |
| 6                       | Turner                              | 205                     |
| 7                       | OKAY/Interfarms                     | 192                     |
| 8                       | A6.nl / KMC                         | 145                     |
| 9                       | Fortune Coffee                      | 101                     |
| 10                      | Skadi / P&G Safety / Mark Boum      | 93                      |

## Uitslag beloften mannen[4]
| #      | Rijder              | Nationaliteit | Ploeg                           | Ronde | Punten |
| ------ | ------------------- | ------------- | ------------------------------- | ----- | ------ |
| Goud   | Joost de Jong       | Nederland     | Bouwselect / De Haan Westerhoff | 100   | 30,1   |
| Zilver | Ruben Verkerk       | Nederland     | Ormer ICT                       | 100   | 26     |
| Brons  | Morris Witkam       | Nederland     | Vector                          | 100   | 18     |
| 4      | Jurrian Haasjes     | Nederland     | Arbeidsrecht de Graaf           | 100   | 17     |
| 5      | Sipke Sijtsema      | Nederland     | Douma Staal                     | 100   | 16     |
| 6      | Nino van Dijk       | Nederland     | Traumeel Gel                    | 100   | 15     |
| 7      | Rick de Ruijgt      | Nederland     | Groenehartsport.nl              | 100   | 14     |
| 8      | Bram Kras           | Nederland     | Wokke Vastgoed                  | 100   | 13     |
| 9      | Kevin van der Horst | Nederland     | Royal A-ware                    | 100   | 12     |
| 10     | Joël Haasjes        | Nederland     | Arbeidsrecht de Graaf           | 100   | 11     |
| 11     | Mathijs van Zwieten | Nederland     | Douma Staal                     | 100   | 10     |
| 12     | Daan Berkhout       | Nederland     | Team Reggeborgh                 | 100   | 9      |
| 13     | Chris Berkhout      | Nederland     | Team Reggeborgh                 | 100   | 8      |
| 14     | Arn Botman          | Nederland     | Wokke Vastgoed                  | 100   | 7      |
| 15     | Twan Berlijn        | Nederland     | Wokke Vastgoed                  | 100   | 6      |
| 16     | Jasper Tinga        | Nederland     | Douma Staal                     | 100   | 5      |
| 17     | Mitchel Zijp        | Nederland     | Kippie / Forte Sportswear       | 100   | 4      |
| 18     | Ruud van Egmond     | Nederland     | Fietsreparatie Uitgeest         | 100   | 3      |
| 19     | Jurian Koolhaas     | Nederland     | Vector                          | 100   | 2      |
| 20     | Simon de Smit       | Nederland     | Vector                          | 100   | 1      |

100 ronden
0:55:26uur (gem. 33,3sec) 43,3km/h

### Standen na Marathon Cup 3
| Stand Marathon Cup | Stand Marathon Cup  | Stand Marathon Cup | Stand Marathon Cup              | Stand Marathon Cup |
| Nr.                | Naam                | Nationaliteit      | Ploeg                           | Punten             |
| ------------------ | ------------------- | ------------------ | ------------------------------- | ------------------ |
| 1                  | Joost de Jong       | Nederland          | Bouwselect / De Haan Westerhoff | 49,1               |
| 2                  | Joël Haasjes        | Nederland          | Arbeidsrecht de Graaf           | 48                 |
| 3                  | Bram Kras           | Nederland          | Wokke Vastgoed                  | 46,1               |
| 4                  | Kevin van der Horst | Nederland          | Royal A-ware                    | 45,1               |
| 5                  | Ruben Verkerk       | Nederland          | Ormer ICT                       | 44                 |
| 6                  | Chris de Velde      | Nederland          | Royal A-ware                    | 37                 |
| 7                  | Daan Berkhout       | Nederland          | Team Reggeborgh                 | 36                 |
| 8                  | Tom den Heijer      | Nederland          | OKAY/Interfarms                 | 34                 |
| 9                  | Nino van Dijk       | Nederland          | Traumeel Gel                    | 32                 |
| 10                 | Jurrian Haasjes     | Nederland          | Arbeidsrecht de Graaf           | 30                 |

| Stand Jongerenklassement | Stand Jongerenklassement | Stand Jongerenklassement | Stand Jongerenklassement               | Stand Jongerenklassement |
| Nr.                      | Naam                     | Nationaliteit            | Ploeg                                  | Punten                   |
| ------------------------ | ------------------------ | ------------------------ | -------------------------------------- | ------------------------ |
| 1                        | Joost de Jong            | Nederland                | Bouwselect / De Haan Westerhoff        | 48                       |
| 2                        | Ruben Verkerk            | Nederland                | Ormer ICT                              | 44                       |
| 3                        | Chris de Velde           | Nederland                | Royal A-ware                           | 37                       |
| 4                        | Jelle Koeleman           | Nederland                | Douma Staal                            | 26                       |
| 5                        | Matthé Pronk             | Nederland                | OKAY/Interfarms                        | 19                       |
| 6                        | Morris Witkam            | Nederland                | Vector                                 | 18                       |
| 7                        | Jasper van der Marel     | Nederland                | Spieren voor Spieren / Douna Machinery | 16                       |
| 8                        | Simon de Smit            | Nederland                | Vector                                 | 15                       |
| 9                        | Chris Berkhout           | Nederland                | Team Reggeborgh                        | 11                       |
| 10                       | Jasper Tinga             | Nederland                | Douma Staal                            | 7                        |

| Ploegenklassement | Ploegenklassement                   | Ploegenklassement |
| Nr.               | Ploeg                               | Punten            |
| ----------------- | ----------------------------------- | ----------------- |
| 1                 | Wokke Vastgoed                      | 132               |
| 2                 | Douma Staal                         | 131,5             |
| 3                 | Speelman / Exclusief Vastgoedbeheer | 113               |
| 4                 | OKAY/Interfarms                     | 108               |
| 5                 | Royal A-ware                        | 107               |
| 6                 | Vector                              | 106               |
| 7                 | Ormer ICT                           | 103,5             |
| 8                 | Arbeidsrecht de Graaf               | 98,5              |
| 9                 | Team Reggeborgh                     | 86,5              |
| 10                | Bouwselect / De Haan Westerhoff     | 81                |

## Uitslag beloften vrouwen[5]
| #      | Rijder                | Ploeg                                        | Nationaliteit | Ronde | Punten |
| ------ | --------------------- | -------------------------------------------- | ------------- | ----- | ------ |
| Goud   | Mayke Vriesinga       | Boltrics                                     | Nederland     | 60    | 25,1   |
| Zilver | Anna Marit Sybrandi   | Boltrics                                     | Nederland     | 60    | 21     |
| Brons  | Melissa Mooijman      | Wokke Vastgoed                               | Nederland     | 60    | 18     |
| 4      | Iris Tiben            | Wokke Vastgoed                               | Nederland     | 60    | 17     |
| 5      | Tijn Borst            | Victron Energy                               | Nederland     | 60    | 16     |
| 6      | Manon Gremmen         | Husqvarna / Praktijk Centrum Bomen           | Nederland     | 60    | 15     |
| 7      | Judith Krabbenborg    | ORCE                                         | Nederland     | 60    | 14     |
| 8      | Jolanda Langeland     | Speelman / Exclusief Vastgoedbeheer          | Nederland     | 60    | 13     |
| 9      | Lianne van Gameren    | Skadi / P&G Safety / Mark Bouman Grondwerken | Nederland     | 60    | 12     |
| 10     | Bianca van der Meer   |                                              | Nederland     | 60    | 11     |
| 11     | Britt van Wees        | Wokke Vastgoed                               | Nederland     | 60    | 10     |
| 12     | Sam van der Monde     | Gewest Friesland                             | Nederland     | 60    | 9      |
| 13     | Rienke Boonstra       | Leontienhuis                                 | Nederland     | 60    | 8      |
| 14     | Demi Huiden           | Wokke Vastgoed                               | Nederland     | 60    | 7      |
| 15     | Iza Stekelenburg      | OCRE                                         | Nederland     | 60    | 6      |
| 16     | Liset Speelman        | Speelman / Exclusief Vastgoedbeheer          | Nederland     | 60    | 5      |
| 17     | Susanne Prins         | Speelman / Exclusief Vastgoedbeheer          | Nederland     | 60    | 4      |
| 18     | Amber van der Meijden | KNSB Inline Selectie                         | Nederland     | 60    | 3      |
| 19     | Tara Donoghue         | Leontienhuis                                 | Nederland     | 60    | 2      |
| 20     | Lisan van der Linde   | Victron Energy                               | Nederland     | 60    | 1      |

60 ronden
0:36:22uur (gem. 36,4sec) 39,6km/h

### Standen na Marathon Cup 3
| Stand Marathon Cup | Stand Marathon Cup    | Stand Marathon Cup                           | Stand Marathon Cup | Stand Marathon Cup |
| Nr.                | Naam                  | Nationaliteit                                | Ploeg              | Punten             |
| ------------------ | --------------------- | -------------------------------------------- | ------------------ | ------------------ |
| 1                  | Mayke Vriesinga       | Boltrics                                     | Nederland          | 77,1               |
| 2                  | Maaike Koelewijn      | Fortune Coffee                               | Nederland          | 55,2               |
| 3                  | Iris Tiben            | Wokke Vastgoed                               | Nederland          | 54                 |
| 4                  | Melissa Mooijman      | Wokke Vastgoed                               | Nederland          | 48                 |
| 5                  | Tijn Borst            | Victron Energy                               | Nederland          | 47                 |
| 6                  | Lianne van Gameren    | Skadi / P&G Safety / Mark Bouman Grondwerken | Nederland          | 43                 |
| 7                  | Amber van der Meijden | KNSB Inline Selectie                         | Nederland          | 42                 |
| 8                  | Manon Gremmen         | Husqvarna / Praktijk Centrum Bomen           | Nederland          | 35                 |
| 9                  | Anna Marit Sybrandi   | Boltrics                                     | Nederland          | 32                 |
| 10                 | Judith Krabbenborg    | ORCE                                         | Nederland          | 29                 |

| Stand jongerenklassement | Stand jongerenklassement | Stand jongerenklassement                     | Stand jongerenklassement | Stand jongerenklassement |
| Nr.                      | Naam                     | Nationaliteit                                | Ploeg                    | Punten                   |
| ------------------------ | ------------------------ | -------------------------------------------- | ------------------------ | ------------------------ |
| 1                        | Mayke Vriesinga          | Boltrics                                     | Nederland                | 77,1                     |
| 2                        | Maaike Koelewijn         | Fortune Coffee                               | Nederland                | 55,2                     |
| 3                        | Melissa Mooijman         | Wokke Vastgoed                               | Nederland                | 54                       |
| 4                        | Tijn Borst               | Victron Energy                               | Nederland                | 47                       |
| 5                        | Lianne van Gameren       | Skadi / P&G Safety / Mark Bouman Grondwerken | Nederland                | 43                       |
| 6                        | Amber van der Meijden    | KNSB Inline Selectie                         | Nederland                | 42                       |
| 7                        | Anna Marit Sybrandi      | Boltrics                                     | Nederland                | 32                       |
| 8                        | Emma Noz                 | Leontienhuis                                 | Nederland                | 23                       |
| 9                        | Susanne Prins            | Speelman / Exclusief Vastgoedbeheer          | Nederland                | 22                       |
| 10                       | Liset Speelman           | Speelman / Exclusief Vastgoedbeheer          | Nederland                | 12                       |

| Stand ploegenklassement | Stand ploegenklassement             | Stand ploegenklassement |
| Nr.                     | Ploeg                               | Punten                  |
| ----------------------- | ----------------------------------- | ----------------------- |
| 1                       | Wokke Vastgoed                      | 168                     |
| 2                       | ORCE                                | 131                     |
| 3                       | Boltrics                            | 121                     |
| 4                       | Speelman / Exclusief Vastgoedbeheer | 119,5                   |
| 5                       | Leontienhuis                        | 119                     |
| 6                       | Skadi/P&G Safety/Mark Bouman        | 75                      |
| 7                       | KNSB Inline Selectie                | 74,5                    |
| 8                       | Husqvarna / Praktijk Centrum Bo     | 72,5                    |
| 9                       | Victron Energy                      | 70                      |
| 10                      | Fortune Coffee                      | 54                      |

### Snelste wedstrijdgemiddelde
| Klasse              | Snelste gemiddelde       | Tijd     | Ronden | Nationaliteit | Schaatsster        | Ploeg                           |
| ------------------- | ------------------------ | -------- | ------ | ------------- | ------------------ | ------------------------------- |
| Top-divisie Mannen  | 45,5 km/h (gem. 31,6sec) | 01:05:52 | 125    | België        | Bart Swings        | OKAY/Interfarms                 |
| Top-divisie Vrouwen | 41,5 km/h (gem. 34,7sec) | 00:46:17 | 80     | Nederland     | Marijke Groenewoud | Team Albert Heijn Zaanlander    |
| Beloften Mannen     | 43,3 km/h (gem. 33,3sec) | 00:55:26 | 100    | Nederland     | Joost de Jong      | Bouwselect / De Haan Westerhoff |
| Beloften Vrouwen    | 39,6 km/h (gem. 36,4sec  | 00:36:22 | 60     | Nederland     | Mayke Vriesinga    | Boltrics                        |

Marathon Cup 1 · 
Marathon Cup 2 · 
Marathon Cup 3 ·
Marathon Cup 4 · 
Marathon Cup 5 · 
Marathon Cup 6 · 
Marathon Cup 7 · 
Marathon Cup 8 · 
De Vier van Noord-Holland 1 · 
De Vier van Noord-Holland 2 · 
De Vier van Noord-Holland 3 · 
De Vier van Noord-Holland 4 · 
Marathon Cup 9 · 
NK kunstijs · 
Marathon Cup 10 · 
Marathon Cup 11 · 
Marathon Cup 12 · 
Marathon Cup 13 · 
Grand Prix 1 · 
Open NK natuurijs · 
Grand Prix 2 · 
Grand Prix 3 · Marathon Cup 14 · 
Marathon Cup 15 · 
Grand Prix 4 · 
Grand Prix 5 · 
Grand Prix 6 ·  
Marathon Cup 16  · 
Klassementen: KNSB Cup ·
Jongeren · 
Ploegen ·
Grand Prix ·
Club-assistent Brabantcup ·
De Vier van Noord-Holland
Lijst van schaatsmarathonrijders 2024/2025